# Lindores Abbey Rapid Challenge
El Lindores Abbey Rapid Challenge va ser un torneig en línia d'escacs semirràpids que va tenir lloc entre el 19 de maig i el 3 de juny de 2020. És el segon torneig del Magnus Carlsen Chess Tour, precedit pel Magnus Carlsen Invitational. A més del campió mundial d'escacs Magnus Carlsen, que va organitzar el torneig juntament amb el lloc web d'escacs Chess24.com, hi van participar altres onze jugadors, situats entre els millors del món. El torneig va rebre certa atenció mediàtica en ser un dels pocs esdeveniments esportius durant la pandèmia de COVID-19. Danïil Dúbov va guanyar el torneig en derrotar Hikaru Nakamura a la final (1-2).

## Resultats

### Fase preliminar (del 19 al 21 de maig)
Sistema de tots contra tots, partides semirràpides (15+10s), sense possibilitat d'oferir taules abans de la jugada 40. Els huit millors jugadors queden classificats per a la fase eliminatòria (quarts de finals: 1r contra 8è, 5è contra 4t, 3r contra 6è i 7è contra 2n).
| Lloc | Jugador            | 01 | 02 | 03 | 04 | 05 | 06 | 07 | 08 | 09 | 10 | 11 | 12 | Punts |
| ---- | ------------------ | -- | -- | -- | -- | -- | -- | -- | -- | -- | -- | -- | -- | ----- |
| 01   | Hikaru Nakamura    | *  | 1  | ½  | ½  | ½  | ½  | ½  | 1  | ½  | 1  | 1  | 1  | 7½    |
| 02   | Serguei Kariakin   | 0  | *  | 1  | ½  | ½  | ½  | ½  | ½  | ½  | 1  | 1  | 1  | 7     |
| 03   | Yu Yangyi          | ½  | 0  | *  | 0  | 1  | 1  | 1  | 0  | ½  | ½  | ½  | 1  | 6     |
| 04   | Wesley So          | ½  | ½  | 1  | *  | ½  | ½  | 0  | ½  | ½  | ½  | ½  | 1  | 6     |
| 05   | Magnus Carlsen     | ½  | ½  | 0  | ½  | *  | ½  | 0  | 1  | 1  | 1  | 0  | 1  | 6     |
| 06   | Ding Liren         | ½  | ½  | 0  | ½  | ½  | *  | 1  | ½  | 0  | ½  | 1  | 1  | 6     |
| 07   | Daniïl Dúbov       | ½  | ½  | 0  | 1  | 1  | 0  | *  | ½  | 1  | ½  | 0  | ½  | 5½    |
| 08   | Levon Aronian      | 0  | ½  | 1  | ½  | 0  | ½  | ½  | *  | ½  | 1  | ½  | ½  | 5½    |
| 09   | Aleksandr Grisxuk  | ½  | ½  | ½  | ½  | 0  | 1  | 0  | ½  | *  | 0  | 1  | 1  | 5½    |
| 10   | Alireza Firouzja   | 0  | 0  | ½  | ½  | 0  | ½  | ½  | 0  | 1  | *  | 1  | ½  | 4½    |
| 11   | Jan-Krzysztof Duda | 0  | 0  | ½  | ½  | 1  | 0  | 1  | ½  | 0  | 0  | *  | ½  | 4     |
| 12   | Wei Yi             | ½  | 0  | 0  | 0  | 0  | 0  | ½  | ½  | 0  | ½  | ½  | *  | 2½    |

### Fase eliminatòria i final (del 23 de maig al 3 de juny)
Sistema eliminatori. Cada enfrontament es juga al millor de tres mànegues de quatre jocs semirràpids (15+10s) cadascuna, amb un armageddon en cas d'empatar (5 minuts per a les blanques i 4 per a les negres). No hi ha possibilitat d'oferir taules abans de la jugada 40
|  | Quarts de final     | Quarts de final |                 |   | Semifinals | Semifinals |  |  | Final | Final |
|  |                     |                 |                 |   |            |            |  |  |       |       |
|  |                     |                 |                 |   |            |            |  |  |       |       |
|  |                     |                 |                 |   |            |            |  |  |       |       |
|  | 1. Hikaru Nakamura  | 2               |                 |   |            |            |  |  |       |       |
|  | 1. Hikaru Nakamura  | 2               |                 |   |            |            |  |  |       |       |
|  | 8. Levon Aronian    | 0               |                 |   |            |            |  |  |       |       |
|  | 8. Levon Aronian    | 0               | Hikaru Nakamura | 2 |            |            |  |  |       |       |
|  |                     |                 | Hikaru Nakamura | 2 |            |            |  |  |       |       |
|  |                     | Magnus Carlsen  | 1               |   |            |            |  |  |       |       |
|  | 5. Magnus Carlsen   | Magnus Carlsen  | 1               | 2 |            |            |  |  |       |       |
|  | 5. Magnus Carlsen   |                 |                 | 2 |            |            |  |  |       |       |
|  | 4. Wesley So        | 0               |                 |   |            |            |  |  |       |       |
|  | 4. Wesley So        | 0               | Hikaru Nakamura | 1 |            |            |  |  |       |       |
|  |                     |                 | Hikaru Nakamura | 1 |            |            |  |  |       |       |
|  |                     | Daniïl Dúbov    | 2               |   |            |            |  |  |       |       |
|  | 3. Yu Yangyi        | Daniïl Dúbov    | 2               | 1 |            |            |  |  |       |       |
|  | 3. Yu Yangyi        |                 |                 | 1 |            |            |  |  |       |       |
|  | 6. Ding Liren       | 2               |                 |   |            |            |  |  |       |       |
|  | 6. Ding Liren       | 2               | Ding Liren      | 0 |            |            |  |  |       |       |
|  |                     |                 | Ding Liren      | 0 |            |            |  |  |       |       |
|  |                     | Daniïl Dúbov    | 2               |   |            |            |  |  |       |       |
|  | 7. Daniïl Dúbov     | Daniïl Dúbov    | 2               | 2 |            |            |  |  |       |       |
|  | 7. Daniïl Dúbov     |                 |                 | 2 |            |            |  |  |       |       |
|  | 2. Serguei Kariakin | 1               |                 |   |            |            |  |  |       |       |
|  | 2. Serguei Kariakin | 1               |                 |   |            |            |  |  |       |       |